# Chiton ectypus
Chiton ectypus är en blötdjursart som först beskrevs av de Rochebrune 1884.  Chiton ectypus ingår i släktet Chiton och familjen Chitonidae.
Artens utbredningsområde är Nya Kaledonien. Inga underarter finns listade i Catalogue of Life.